# Amphoe Amphawa
Amphoe Amphawa  (Thai: อำเภออัมพวา) ist ein Landkreis (Amphoe – Verwaltungs-Distrikt) der Provinz Samut Songkhram. Die Provinz Samut Songkhram liegt in der Zentralregion von Thailand.

## Geographie
Der Landkreis liegt etwas landeinwärts am nordwestlichen Rand der Bay of Bangkok.
Benachbarte Distrikte (von Norden im Uhrzeigersinn): die Amphoe Bang Khonthi und Mueang Samut Songkhram der Provinz Samut Songkhram,  die Amphoe Ban Laem und Khao Yoi der Provinz Phetchaburi, sowie die Amphoe Pak Tho und Wat Phleng der Provinz Ratchaburi.
Der Mae Nam Mae Klong (Mae-Klong-Fluss) fließt durch den nördlichen Teil des Kreises.

## Geschichte
In der Ayutthaya-Periode war die Gegend des heutigen Amphawa  als Khwaeng Bang Chang bekannt, einer kleinen Landwirtschafts- und Handels-Gemeinschaft. Es ist schriftlich überliefert, dass sie seit der Regierungszeit von König Prasat Thong existierte.
Der spätere König Phutthaloetla (Rama II.) wurde hier geboren, da sein Vater zu jener Zeit der Gouverneur von Ratchaburi war.

## Wirtschaft
- Ausgewählte OTOP-Produkte des Landkreises:
  - Geflochtene Körbe[1]
  - Bencharong-Keramik („Fünf-Farben-Keramik“, เบญจรงค์)[2]

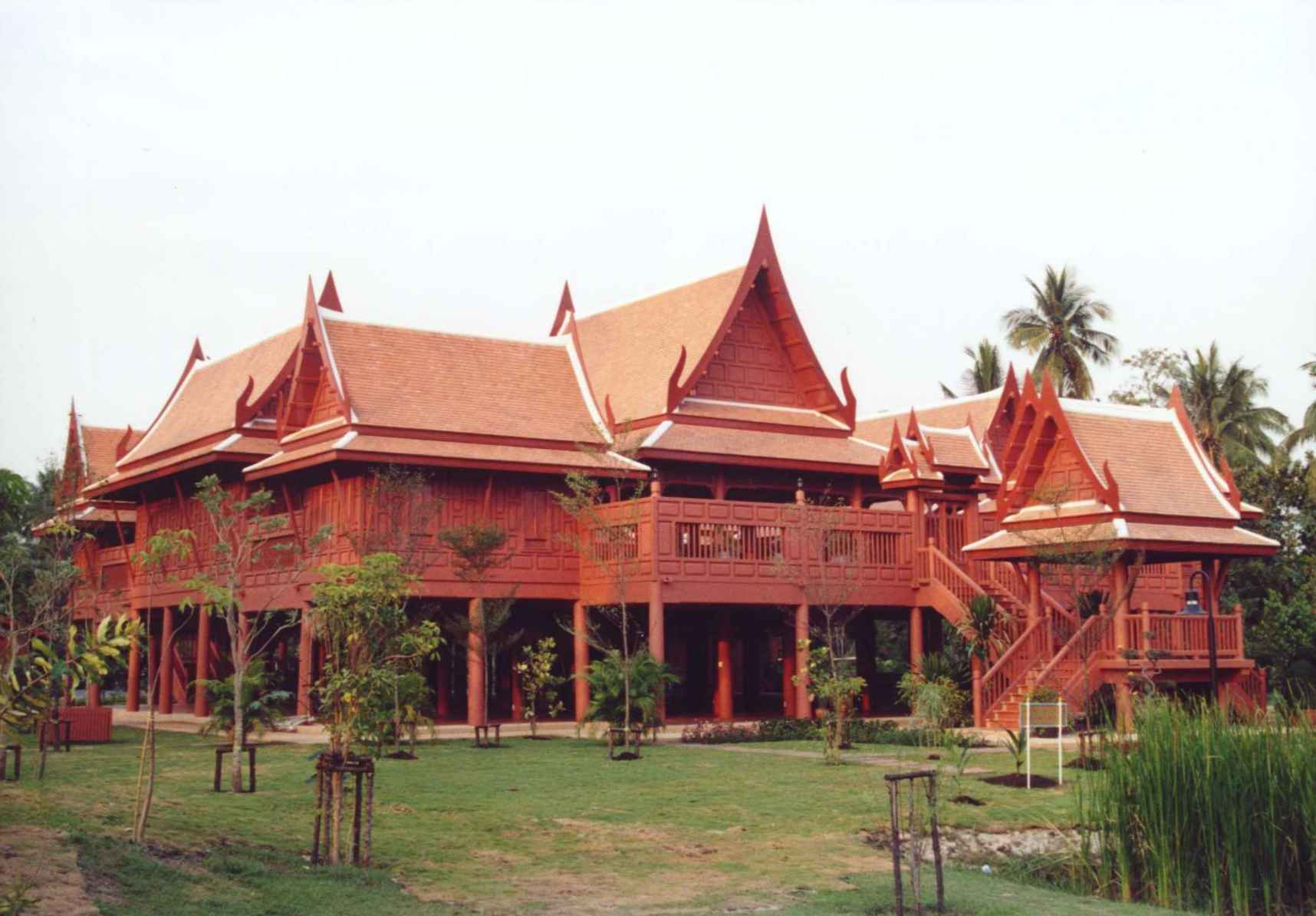
Rama II Memorial Park

## Sehenswürdigkeiten
- Wat Amphawan Chetiyaram (Thai: วัดอัมพวันเจติยาราม) − buddhistischer Tempel (Wat) aus der frühen Rattanakosin-Periode. Der Viharn wurde kürzlich renoviert und mit Wandmalereien in historischem Stil ausgemalt.
- Geburtsort von König Phutthaloetla – Der Geburtsort befindet sich wahrscheinlich im oder direkt neben dem Wat Amphawan Chetiyaram. Heute gibt es hier einen „King Phutthaloetla Naphalai Memorial Park“ (Thai: อุทยานพระบรมราชานุสรณ์ oder kurz อุทยาน ร.2) mit vier Gebäuden in traditionellem Stil. Hier wird sowohl die traditionelle Lebensart wie auch alte Handwerkskunst dargestellt. Im gepflegten Park stehen viele Bäume und Pflanzen, die in der thailändischen Literatur erwähnt wurden.
- Schwimmender Markt von Tha Kha (Thai: ตลาดน้ำท่าคา) – kleiner Markt am Ufer eines Flüsschens, der in den Mae Klong fließt. Der Markt findet statt am 2., 7. und 12. Tag des zunehmenden bzw. des abnehmenden Mondes. Am Wochenende ist er ebenfalls geöffnet. Ein weiterer schwimmender Markt befindet sich am Wat Amphawan Chetiyaram. Dieser ist täglich geöffnet.

## Verwaltung

### Provinzverwaltung
Der Landkreis Amphawa ist in zwölf Tambon („Unterbezirke“ oder „Gemeinden“) eingeteilt, die sich weiter in 96 Muban („Dörfer“) unterteilen.
| Nr.  | Name             | Thai        | Muban | Einw. |
| ---- | ---------------- | ----------- | ----- | ----- |
| 01.  | Amphawa          | อัมพวา       | -     | 5.262 |
| 02.  | Suan Luang       | สวนหลวง     | 15    | 5.385 |
| 03.  | Tha Kha          | ท่าคา        | 12    | 5.489 |
| 04.  | Wat Pradu        | วัดประดู่      | 10    | 5.766 |
| 05.  | Mueang Mai       | เหมืองใหม่    | 10    | 4.420 |
| 06.  | Bang Chang       | บางช้าง      | 09    | 4.921 |
| 07.  | Khwae Om         | แควอ้อม      | 08    | 2.355 |
| 08.  | Plai Phongphang  | ปลายโพงพาง  | 09    | 8.263 |
| 09.  | Bang Khae        | บางแค       | 07    | 3.845 |
| 010. | Phraek Nam Daeng | แพรกหนามแดง | 06    | 3.870 |
| 011. | Yisan            | ยี่สาร        | 05    | 3.076 |
| 012. | Bang Nang Li     | บางนางลี่     | 05    | 3.671 |

### Lokalverwaltung
Es gibt drei Kommunen mit „Kleinstadt“-Status (Thesaban Tambon) im Landkreis:
- Suan Luang (Thai: เทศบาลตำบลสวนหลวง) bestehend aus dem kompletten Tambon Suan Luang.
- Amphawa (Thai: เทศบาลตำบลอัมพวา) bestehend aus dem kompletten Tambon Amphawa.
- Mueang Mai (Thai: เทศบาลตำบลเหมืองใหม่) bestehend aus Teilen des Tambon Mueang Mai.

Außerdem gibt es zehn „Tambon-Verwaltungsorganisationen“ (องค์การบริหารส่วนตำบล – Tambon Administrative Organizations, TAO)
- Tha Kha (Thai: องค์การบริหารส่วนตำบลท่าคา) bestehend aus dem kompletten Tambon Tha Kha.
- Wat Pradu (Thai: องค์การบริหารส่วนตำบลวัดประดู่) bestehend aus dem kompletten Tambon Wat Pradu.
- Mueang Mai (Thai: องค์การบริหารส่วนตำบลเหมืองใหม่) bestehend aus Teilen des Tambon Mueang Mai.
- Bang Chang (Thai: องค์การบริหารส่วนตำบลบางช้าง) bestehend aus dem kompletten Tambon Bang Chang.
- Khwae Om (Thai: องค์การบริหารส่วนตำบลแควอ้อม) bestehend aus dem kompletten Tambon Khwae Om.
- Plai Phongphang (Thai: องค์การบริหารส่วนตำบลปลายโพงพาง) bestehend aus dem kompletten Tambon Plai Phongphang.
- Bang Khae (Thai: องค์การบริหารส่วนตำบลบางแค) bestehend aus dem kompletten Tambon Bang Khae.
- Phraek Nam Daeng (Thai: องค์การบริหารส่วนตำบลแพรกหนามแดง) bestehend aus dem kompletten Tambon Phraek Nam Daeng.
- Yisan (Thai: องค์การบริหารส่วนตำบลยี่สาร) bestehend aus dem kompletten Tambon Yisan.
- Bang Nang Li (Thai: องค์การบริหารส่วนตำบลบางนางลี่) bestehend aus dem kompletten Tambon Bang Nang Li.